# Адар

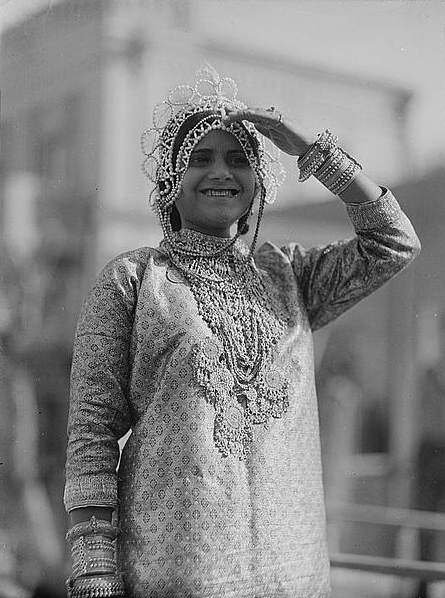
Пурім у Тель-Авіві в 1934 році

Адар (івр. אֲדָר) — шостий місяць у єврейському цивільному та дванадцятий місяць у релігійному календарі. Тривалість місяця Адар є в основному 29 днів. Припадає на лютий — березень григоріанського календаря.
У високосному році перед місяцем Адар додається 13-й місяць під назвою Адар-алеф, чи Адар-рішон (перший Адар). Тоді Адар стає Адар-шені або Адар-бет («Другий Адар»). Попередній  місяць Адар-алеф має тривалість у 30 днів. Проте всі свята переносяться на нормальний місяць Адар. Тридцятий день місяця Швата є першим днем Рош Ходеш місяця Адар. Другий Адар починається з тридцятого дня першого Адара , Рош Ходеш другого Адара. Відповідно до єврейської традиції, рік коли Аман вирішив знищити єврейський народ  був високосним  і чудесний порятунок сталося у другому Адарі. У місяці Адар є піст Есфірі й свято Пурім. 
Назва місяця також наведена у Книзі Естери: 
Дванадцятого місяця, тобто місяця Адара, тринадцятого дня, коли мав бути виконаний наказ царя й його веління, у той день, коли вороги юдеїв сподівалися взяти гору над ними, сталось навпаки, бо то юдеї вийшли переможно над своїми ворогами. 
У Книзі Ездри сказано про закінчення відбудову Храму Божого у Єрусалимі:
І завершили той дім третього дня місяця Адара, шостого року царювання царя Дарія.